# Abbazia di San Martino in Valle
L'abbazia di San Martino in Valle è un'abbazia benedettina in rovina in prossimità delle Gole di Fara San Martino a Fara San Martino in provincia di Chieti.

## Storia

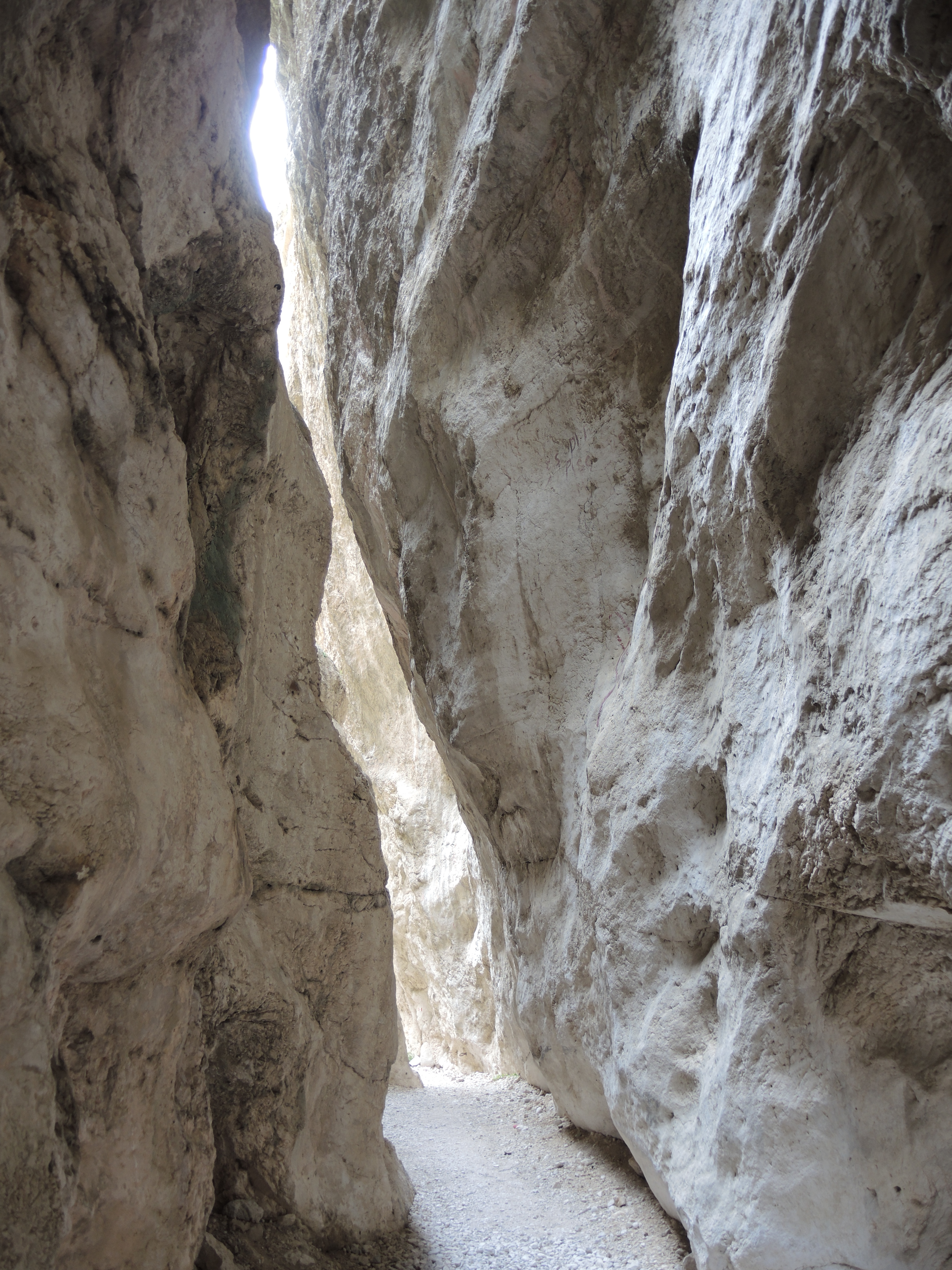
Gole di Fara San Martino

Le prime fonti storiche sulla Chiesa posta all'interno del Castello di Rocca S. Martino risalgono al 829 che la elencano tra i possedimenti del monastero di Santo
Stefano in Lucania di Tornareccio, al quale era stato donato da Ludovico Il Pio.
Nel 844 passa sotto il controllo del vescovo di Spoleto e successivamente tra i possedimenti dell'abbazia di San Liberatore a Majella. 
Nel 1044 il conte teatino Credindeo in punto di morte e per redenzione dell'anima sua e dei suoi cari (richiamando i Capitolari del Re longobardo Liutprando) dona la chiesa al venerabile sacerdote Isberto affinché la doti di un Monastero benedettino ed indipendente. Nel 1172 diventa parte della diocesi di Chieti. Nel 1222 papa Onorio II conferma la donazione del conte Credindeo. Il monastero viene soppresso nel 1452 da papa Niccolò V e unito al Capitolo Vaticano, per tornare nel 1789 all'arcidiocesi di Chieti.
L'abbandono definitivo del monastero avvenne l'8 settembre 1818 a causa di un'alluvione che la ricoprì di detriti. I primi scavi per il suo recupero avvennero nel 1891, ma solo con quelli del 2009 i resti della struttura sono stati riportati interamente alla luce.

## Architettura

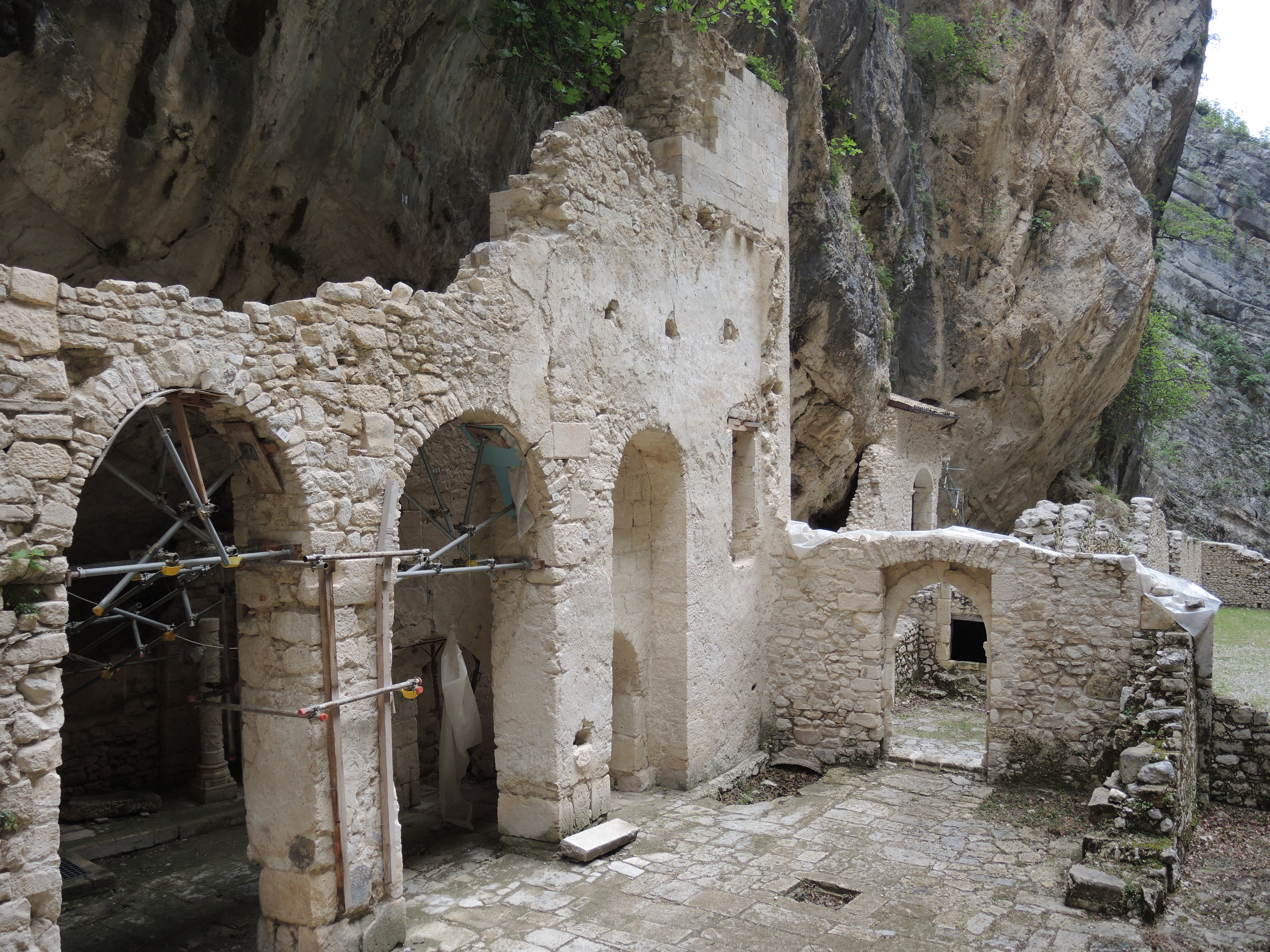
Navata

I resti dell'abbazia mostrano un cancello verso un cortile interno delimitato da un portico a tre arcate, sul lato nord del quale si trova un campanile a vela. L'interno della chiesa doveva essere su tre navate con una pavimentazione a lastre di pietra.
Un muro a tre arcate separa la navata centrale da quella settentrionale, da dove si accede a quello che doveva essere il nucleo iniziale della chiesa, scavato nella roccia, che fa ipotizzare la nascita del luogo di culto come eremo.